# نورث‌فیلد، استرالیای جنوبی
نورث‌فیلد (به انگلیسی: Northfield) یک حومه شهر در استرالیا است که در Playford واقع شده‌است.